# Scott Clifton
Scott Clifton Snyder (Los Angeles, 31 de outubro de 1984) é um ator e músico estadunidense. Ele é mais conhecido por interpretar Dillon Quartermaine em Hospital Geral, Schuyler Joplin em One Life to Live e Liam Spencer em The Bold and the Beautiful.

## Carreira
Clifton apareceu como Schuyler Joplin em One Life to Live de 2009 a 2010 e Dillon Quartermaine em General Hospital de 2003 a 2007. Tendo recebido nove indicações ao Emmy Daytime durante sua carreira, vencendo três vezes, todos por seu trabalho em The Bold and the Beautiful. Além de soap operas, Clifton estrelou como ator convidado em programas de sucesso do horário nobre, como Judging Amy, Undressed e Roswell. No cinema seus papeis incluem The Death Strip, o curta-metragem The Bourne Again Identity (2016) e Tactics.
Cantor e compositor, Clifton produziu e lançou os álbuns de música Untitled, Unbeautiful, So Much for the Night Life e Girl Go Home.

## Prêmios e indicações
Em 2017, Clifton se tornou o primeiro homem a ganhar o Prêmio Emmy Daytime em todas as três categorias de atuação: mais jovem ator, ator coadjuvante e ator principal.